# Lijst van Zambiaanse wegen
Dit is een Lijst van Zambiaanse wegen:

## Trunk Roads
| Nummer | Traject                                             | Lengte  |
| ------ | --------------------------------------------------- | ------- |
| T1     | Lusaka - Chikwele - Livingstone - Zimbabwe          | 520 km  |
| T2     | Tanzania - Kabwe - Lusaka - Zimbabwe                | 1000 km |
| T3     | (Lusaka) - Kapiri Mposhi - Ndola - Chingola - Congo | 210 km  |
| T4     | Lusaka - Katete - Chipata - Malawi                  | 420 km  |
| T5     | Chingola - Solwezi - Angola                         | 560 km  |
| T6     | Katete - Mozambique                                 | 56 km   |

## Main Roads
| Nummer | Traject                           |
| ------ | --------------------------------- |
| M1     | Mpika - Kasama - Mbala - Tanzania |
| M2     | Mbala - Mpulungu                  |
| M3     | Kasama - Mansa - Congo            |
| M4     | Gameton - Mufulira - Congo        |
| M8     | Mutanda - Kawana - Zambezi        |
| M9     | Lusaka - Mumbwa - Mongu           |
| M10    | Livingstone - Mongu               |
| M11    | Choma - Ngoma                     |
| M12    | Chipata - Lundazi                 |
| M13    | Mansa - Kawambwa                  |
| M14    | Malawi - William Simbeye - Malawi |
| M15    | Sigongo - Zimbabwe                |
| M18    | Kitwe - Kawana                    |
| M20    | Kombwe - Mumbwa                   |

## District Roads
| Nummer | Traject                        |
| ------ | ------------------------------ |
| D1     | Nakonde - Lunzua               |
| D3     | Chozi - Nseluka                |
| D4     | Kalamba - Chimula              |
| D18    | Benjamin Siwila - Kasama       |
| D19    | Luwinga - Mbereshi             |
| D20    | Chingali - Luwinga             |
| D36    | Mukunsa - Mununga              |
| D39    | Kasonde Cishisa - Luwinga      |
| D43    | Luwingu - Nsombo               |
| D47    | Josephi - Chiundaponde         |
| D53    | Chafilwa - Labwashi            |
| D56    | Chuwaka - Malama               |
| D63    | Mulilansolo - Chale            |
| D79    | Kashiba - Congo                |
| D88    | Kamina - Mwena                 |
| D94    | Mansa - Samfya                 |
| D96    | Samfya - Kasaba                |
| D100   | Milenge - Kapalala             |
| D103   | Lundazi - Chama                |
| D104   | Chipata - Chitungulu - Lundazi |
| D105   | Chitungulu - Chama             |
| D128   | Chipata - Mlolo                |
| D145   | Simengoa - Luangwa             |
| D151   | Chongwe - Chisotoka            |
| D152   | Lusaka - Chisotoka             |
| D180   | Mumbwa - Itezhi-Tezhi          |
| D181   | Chiundaponde - Ngungwa         |
| D181   | Mumbwa - Kawana                |
| D183   | Mumbwa - Namukumbo             |
| D200   | Chiwefwe - Kabwe               |
| D206   | Mboroma - Chingombe            |
| D220   | Nalongo - Mukopa               |
| D223   | Serenje - Chisomo              |
| D225   | Kanona - Mutenge               |
| D235   | Milenge - Pensula              |
| D286   | Loloma - Mwinilunga            |
| D291   | Kayombo - Katala               |
| D293   | Mumbeji - Zambezi - Chavuma    |
| D294   | Zambezi - Kayombo              |
| D295   | Chiengo - Kayombo - Kabompo    |
| D296   | Zambezi - Kabela               |
| D301   | Kaoma - Kasempa                |
| D316   | Kalabo - Sikongo               |
| D319   | Kalangola - Kalabo             |
| D320   | Kangenju - Lutwi               |
| D323   | Sioma - Sinjembela             |
| D324   | Ilwendo - Lmusho               |
| D325   | Sesheke - Malabwe              |
| D356   | Choma - Mwera                  |
| D361   | Pemba - Siakwelele             |
| D365   | Monze - Chitongo               |
| D375   | Chisekesi - Malindi            |
| D385   | Makonde - Chongo               |
| D414   | Chilye - Chengirani            |
| D416   | Mumbi - Mwanjawanthu           |
| D421   | Kabwe - Lucheto                |
| D451   | Samfya - Milenge               |
| D459   | Kalabo - Chirembe              |
| D461   | Mavua - Sikongo                |
| D462   | Shangombo - Lmusho             |
| D463   | Munene - Kangenju              |
| D486   | Milomwe - Mwanamuweshi         |
| D491   | Chisotoka - Chirundu           |
| D492   | Mpulo - Chingombe              |
| D493   | Karoma - Chingombe             |
| D500   | Sigongo - Fumbo                |
| D557   | Mongu - Chilikita              |
| D733   | Kalonje - Chiundaponde         |
| D769   | Kachimba - Kambolo             |
| D775   | Batoka - Mwera                 |
| D776   | Choma - Chasangwe              |
| D787   | Katundu - Malamani             |
| D790   | Isoka - William Simbeye        |
| D792   | Lukulu - Mayankwa              |
| D793   | Watopa - Mayankwa              |
| D817   | Nkoshya - Kaputa               |

Algerije · Angola · Benin · Botswana · Burkina Faso · Burundi · Centraal-Afrikaanse Republiek · Comoren · Congo-Brazzaville · Congo-Kinshasa · Djibouti · Egypte · Equatoriaal-Guinea · Eritrea · Ethiopië · Gabon · Gambia · Ghana · Guinee · Guinee-Bissau · Ivoorkust · Kaapverdië · Kameroen · Kenia · Lesotho · Liberia · Libië · Madagaskar · Malawi · Mali · Mauritanië · Mauritius · Marokko · Mozambique · Namibië · Niger · Nigeria · Oeganda · Rwanda · Sao Tomé en Principe · Senegal · Seychellen · Sierra Leone · Somalië · Soedan · Swaziland · Tanzania · Tsjaad · Togo · Tunesië · Zambia · Zimbabwe · Zuid-Afrika · Zuid-Soedan